# Эйткен, Артур
Артур Эдвард Эйткен (англ. Arthur Edward Aitken; 1861—1924) — британский военный деятель, генерал-майор.

## Биография
Родился в Рочфорде (Эссекс), к моменту переписи населения 1871 года он был уже школьником, посещавшим школу в Брайтоне (Суссекс).
В 1882 году поступил на военную службу в качестве кавалериста.
Командовал группой «Б» британского экспедиционного корпуса во время вторжения в Германскую Восточную Африку, в начале ноября 1914 года был разгромлен немцами в битве при Танге. Это сражение также известно как «битва пчёл», так как несколько раз во время сражения пчёлы нападали на войска обеих сторон. Айткен был слишком уверенным в себе человеком и поэтому разведку в области Тангли он не вёл. Англичанам не удалось разгромить германские войска, находящиеся под командованием Леттов-Форбека, которые сдались им только после окончания Первой мировой войны.
Войска Айткена были разгромлены и отступали. Публикация подробностей в Великобритании была задержана.